# مانويل كروز
مانويل كروز (11 سبتمبر 1948 خاين إسبانيا - ) هو لاعب كرة قدم إسباني، يلعب كمهاجم.